# Dušanka Biberović
Dušanka Biberović (née Karić le 7 juin 1986 à Belgrade) est une joueuse de volley-ball serbe. Elle mesure 1,89 m et joue au poste de réceptionneuse-attaquante. Elle totalise 40 sélections en équipe de Serbie.

## Clubs
| Club                    | De        | À         |
| ----------------------- | --------- | --------- |
| Postar 064 Belgrade     | 2003-2004 | 2005-2006 |
| Melun-La Rochette       | 2006-2007 | 2007-2008 |
| Dinamo Azotara Pancevo  | 2008-2009 | 2008-2009 |
| VC Unic Piatra Neamţ    | 2009-2010 | 2009-2010 |
| Karşıyaka İzmir         | 2010-2011 | 2010-2011 |
| Hainaut Volley          | 2011-2012 | 2012-2013 |
| Azerrail Bakı           | 2013-2014 | 2013-2014 |
| Bursa BBSK              | mai 2014  | nov 2014  |
| Pallavolo Filottrano    | fév 2015  | mai 2015  |
| Salihli Belediyespor    | jan 2016  | mai 2016  |
| Karayolları Spor Kulübü | 2016-2017 | 2016-2017 |
| OK Partizan             | 2018-2019 | 2018-2019 |
| ŽOK Ub                  | jan 2019  | 2019-2020 |
| Radnički Beograd        | 2020-2021 | …         |

## Palmarès

### Équipe nationale
- Championnat du monde des moins de 20 ans
  - Finaliste : 2005.

### Clubs
- Championnat de Serbie
  - Vainqueur : 2006.
- Coupe de Serbie
  - Vainqueur : 2004, 2005, 2006, 2020.